# Public Image Ltd.

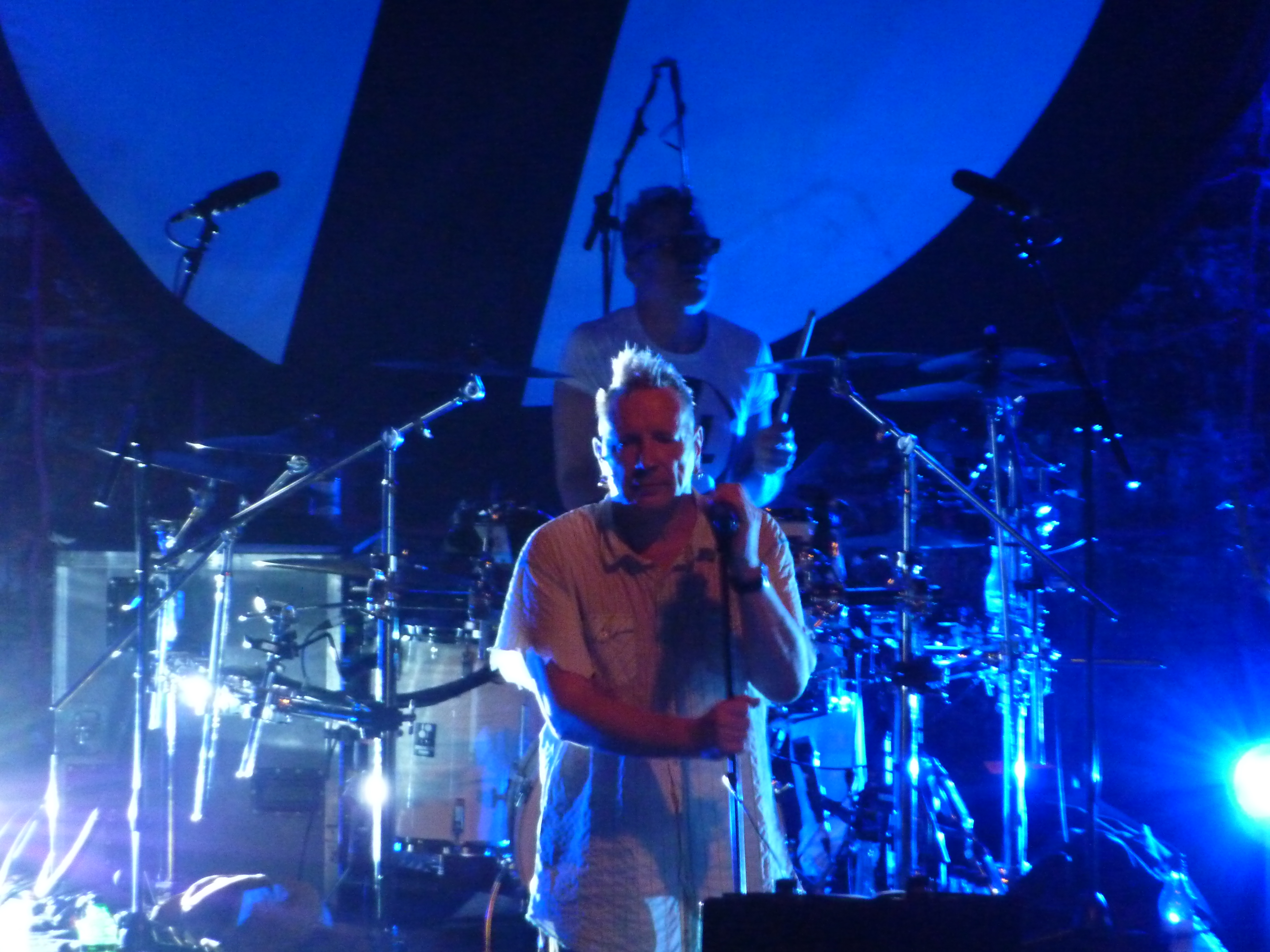
John Lydon & PiL 2012 Manchester.

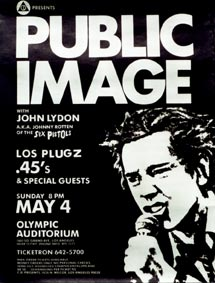
PR poster 1980.

Public Image Ltd. (PIL) è una band post-punk fondata da John Lydon (Johnny Rotten, ex cantante dei Sex Pistols) nel 1978 a Londra.
Progetto realizzato assieme al chitarrista Keith Levene (con un breve passato come componente in The Clash) e al bassista Jah Wobble, la band si caratterizzò per un sound post-punk con contaminazioni psichedeliche, dub, tribal e world, del tutto inedito per i tempi e che avrà un'enorme influenza sulla musica degli anni a venire.

## Storia
I P.I.L. vengono fondati nel 1978 dal cantante John Lydon, poco dopo il suo abbandono dalla storica band punk Sex Pistols, e dal chitarrista Keith Levene, che era già stato membro dei Clash prima del loro successo commerciale. Più tardi la formazione venne completata con Jah Wobble (John Wordle), al basso, e dal batterista Jim Walker.
Il singolo di debutto del gruppo, Public Image, entrò nella Top Ten del Regno Unito nell'ottobre 1978.
Il gruppo debuttò il giorno di Natale, subito dopo l'uscita del primo album, First Issue. Né il singolo né l'album vennero diffusi negli Stati Uniti.
Metal Box, il secondo album della band, esce nel 1979 e venne diffuso negli Stati Uniti nel 1980 come doppio album e col titolo di Second Edition.
Il terzo album, non pubblicato negli Stati Uniti, era Paris au Printemps, un live registrato a Parigi nel 1980.
Nel frattempo la band registra i suoi primi cambiamenti d'organico: il batterista Martin Atkins, dopo aver sostituito Jim Walker, diventa un componente in pianta stabile nel 1980, mentre in quello stesso anno viene cacciato il bassista Jah Wobble. La formazione Lydon-Levene-Atkins realizza quindi nel 1981 Flowers of Romance, terzo album da studio dei PiL, che riscuote un notevole successo, conquistando l'undicesimo posto nel Regno Unito.

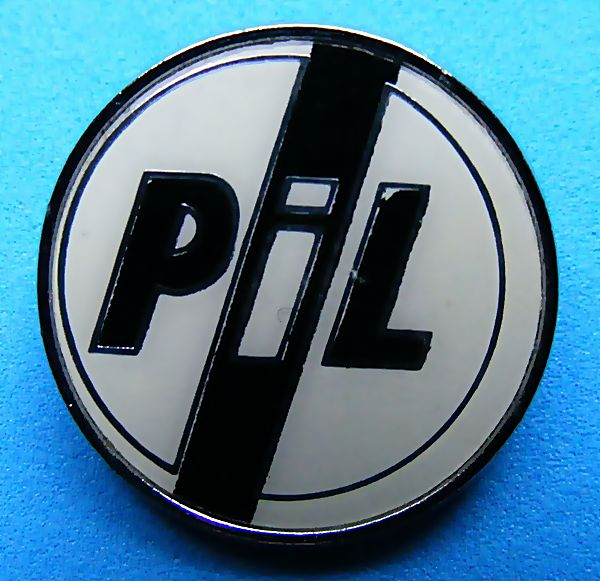
Spilla con il logo del gruppo

Nel 1983, tuttavia, la band perde un membro importantissimo nell'economia del gruppo, Keith Levene, mentre i PiL sono in studio per registrare quello che sarà il loro quarto album da studio, This Is What You Want... This Is What You Get, che vede la luce nel 1984. Nel 1986, quando anche Atkins è ormai fuori dal gruppo, esce Album, un lavoro maturo, che mescola influenze pop alla sperimentazione rock, pur senza rinunciare ad un certo appeal commerciale. Emblematico per comprendere l'eterogeneità dei riferimenti musicali presenti in questo lavoro è l'elenco di musicisti che vi parteciparono, fra i quali sono da ricordare il giovanissimo Steve Vai alla chitarra solista, il musicista giapponese Ryūichi Sakamoto e lo storico batterista dei Cream, Ginger Baker.
Degna di note è anche la campagna promozionale, ispirata in parte al movimento dadaista: a seconda del supporto che conteneva il lavoro, questi aveva un nome diverso. Per fare qualche esempio, acquistando il CD il lavoro si intitola "Compact Disc", se acquistato su cassetta, si chiama "Cassette". Lo stesso per tutto ciò che riguarda la tournée del gruppo: la locandina dei concerti riportava la sola scritta "Poster" su fondo bianco; il biglietto dei concerti, la scritta "Ticket"; la maglietta del gruppo, la sola scritta "t-shirt"; i video si aprivano con la medesima scritta, "Video".
Questa campagna promozionale fu in grado di creare un'enorme curiosità e certamente contribuì al successo dell'album.
Successivamente, fra il 1987 e il 1992, i Public Image Ltd., forti di una nuova formazione (fra cui il bassista Allan Dias e il chitarrista John McGeoch), hanno realizzato gli ultimi tre lavori discografici del gruppo, Happy?, 9 e That What Is Not, mentre nel 1990 hanno dato alle stampe la raccolta The Greatest Hits, So Far, contenente l'inedito singolo Don't Ask Me.
La canzone USLS1 contenuta sull'album 9 è stata ispirata dal disastro aereo di Lockerbie: alcuni anni dopo la strage, infatti, John Lydon affermò che lui e sua moglie Nora erano prenotati per il volo, ma che lo persero solo perché erano in ritardo.

## Formazione

### Formazione attuale
- John Lydon – voce (1978-1993) / (2009-presente)
- Lu Edmunds – chitarra (1986-1988) / (2009-presente)
- Bruce Smith – batteria (1986-1990) / (2009-presente)
- Scott Firth – basso (2009-presente)

### Ex componenti
- Keith Levene – chitarra, tastiera, batteria (1978-1983)
- Jah Wobble – basso, batteria, voce (1978-1980)
- Allan Dias – basso (1987-1993)
- John McGeoch – chitarra (1987-1993)
- Martin Atkins – batteria (1979-1985)
- Pete Jones – basso (1982-1983)
- Jim Walker – batteria (1978)
- Richard Dudanski – batteria (1979)

## Discografia

### Album in studio
- 1978 – First Issue
- 1979 – Metal Box
- 1981 – The Flowers of Romance
- 1984 – This Is What You Want... This Is What You Get
- 1986 – Album/Compact Disc/Cassette
- 1987 – Happy?
- 1989 – 9
- 1992 – That What Is Not
- 2012 – This is Pil
- 2015 – What the World Needs Now...
- 2023 - End Of World

### Album dal vivo
- 1980 – Paris in the Spring (Paris au Printemps)
- 1983 – Live in Tokyo
- 2009 – ALiFE
- 2011 – Live at the Isle of Wight Festival 2011
- 2012 – Live at Rockpalast 1983

### Raccolte
- 1983 – Commercial Zone
- 1990 – The Greatest Hits, So Far
- 1999 – Plastic Box

### Singoli
- 1978 – Public Image
- 1979 – Death Disco
- 1979 – Memories
- 1981 – Flowers of Romance
- 1983 – This Is Not a Love Song
- 1984 – Bad Life
- 1986 – Rise
- 1986 – Home
- 1987 – Seattle
- 1987 – The Body
- 1989 – Disappointed
- 1990 – Don't Ask Me
- 1992 – Cruel
- 1992 – Acid Drops
- 2012 – One Drop
- 2012 – Out Of the Woods
- 2015 – Double Trouble